# حارة الست
حارة الست هي إحدى القرى اللبنانية من قرى قضاء بعبدا في محافظة جبل لبنان.